# Реагент Райдона — Ландауэра
Реагент Райдона-Ландауэра — соль алкилтрифеноксифосфония, применяемая в органической химии в качестве иодирующего агента в мягких условиях в реакциях со спиртами[стр. 84].

## Квазифосфониевые соли
Аддукты, образующиеся при взаимодействии фосфитов или органических фосфинов с алкилгалогенидами, галогенами, тетрагалогенметанами или N-галогенсукцинимидами называются квазифосфониевыми солями. Такие аддукты используют для селективного галогенирования в мягких условиях. Один из таких аддуктов - соль алкилтрифеноксифосфония - реагент Райдона-Ландауэра.

## Применение
Помимо иодирующего агента для получения в мягких условиях иодалканов из соответствующих спиртов, реагент Райдона-Ландауэра применяют в качестве дегитратирующего агента для получения алкенов. Реагент позволяет в присутствии ГМФТА в мягких условиях селективно дигидратировать вторичные спирты до соответствующих алкенов (фактически идут две реакции - иодрования, а затем дегидрогалогенирования)[стр. 93].